# Cyrtophleba rhois
Cyrtophleba rhois là một loài ruồi trong họ Tachinidae.